# Genista cinerascens
Genista cinerascens là một loài thực vật có hoa trong họ Đậu. Loài này được Lange miêu tả khoa học đầu tiên.

## Hình ảnh

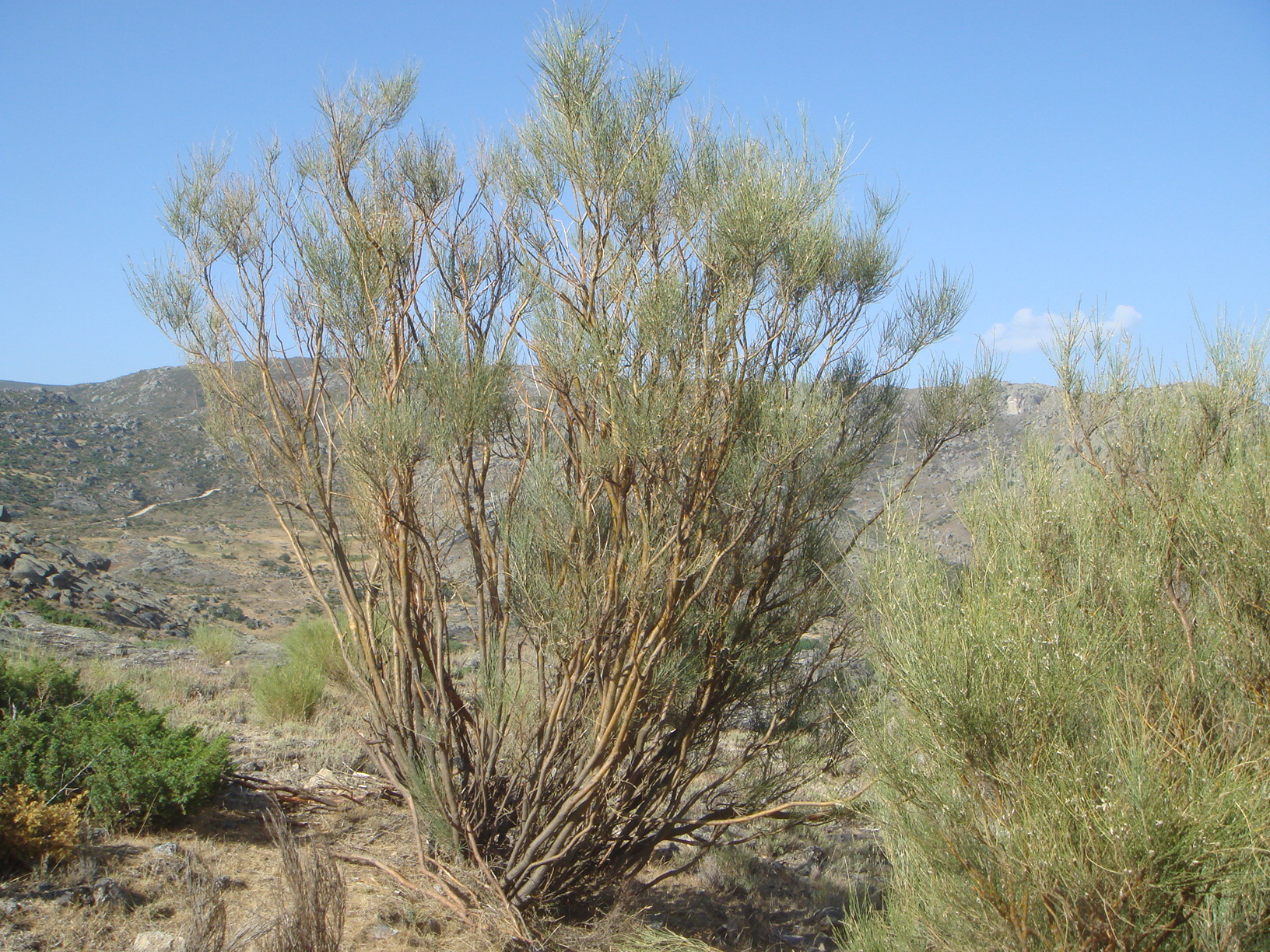
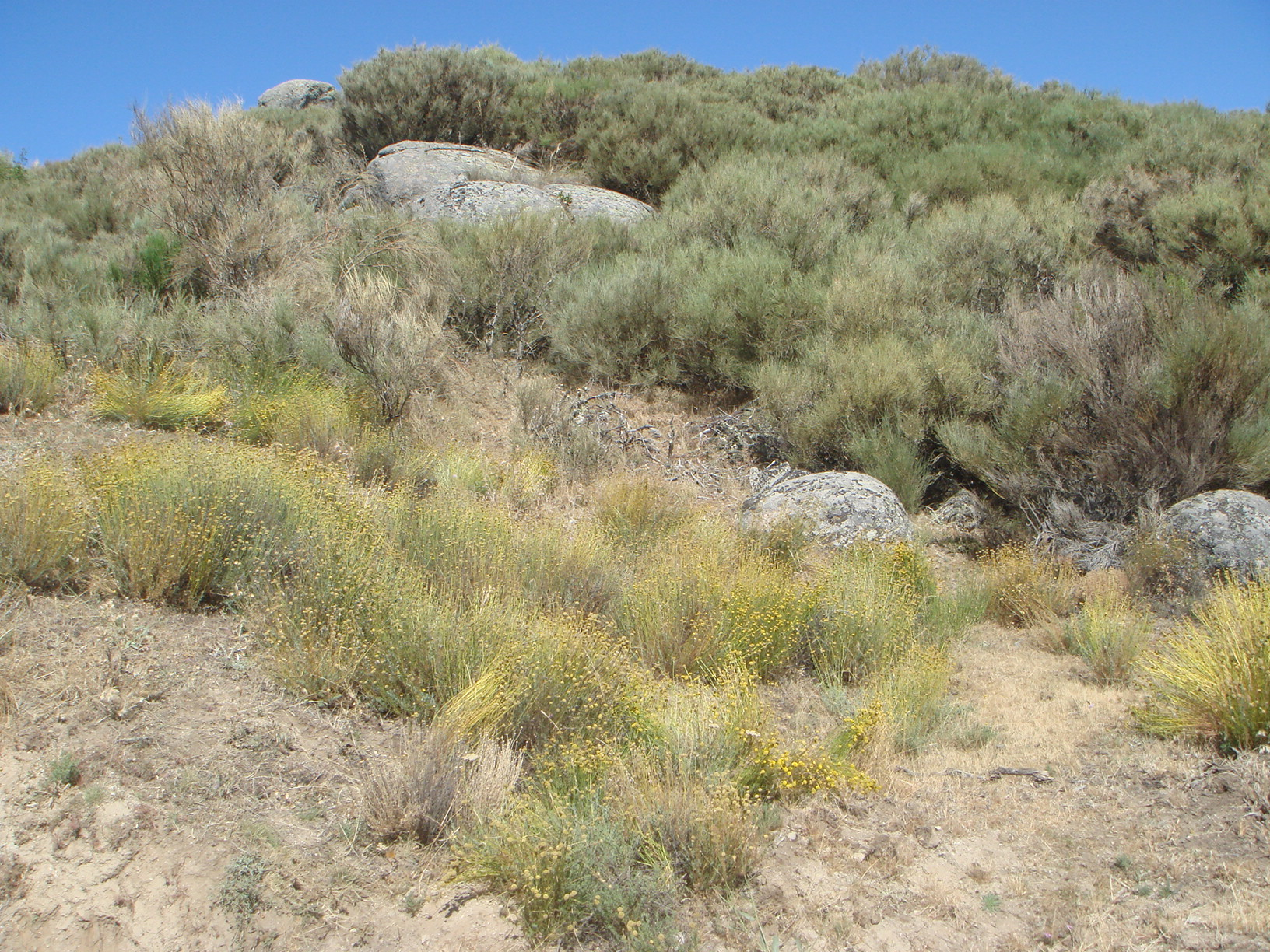
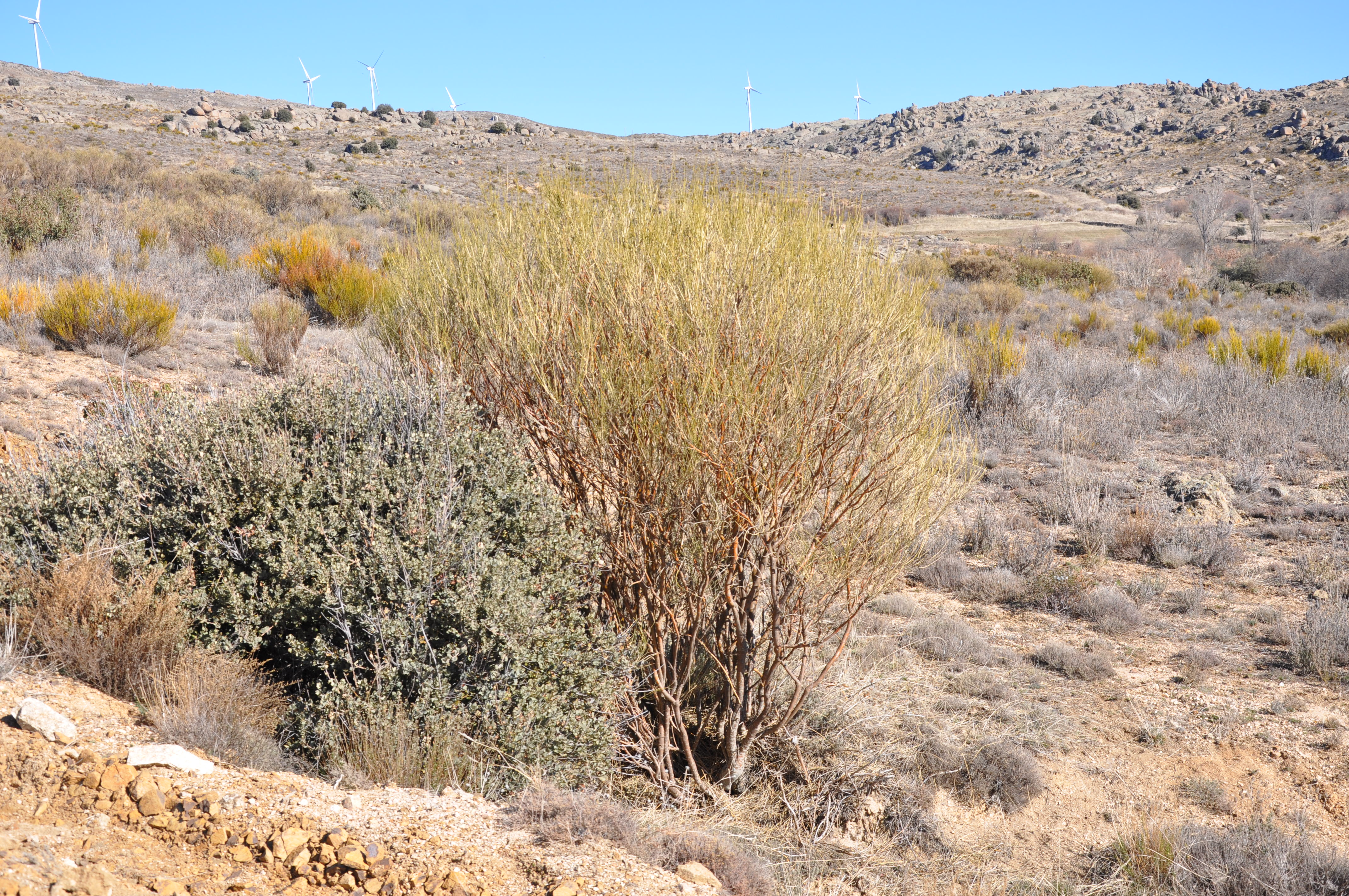
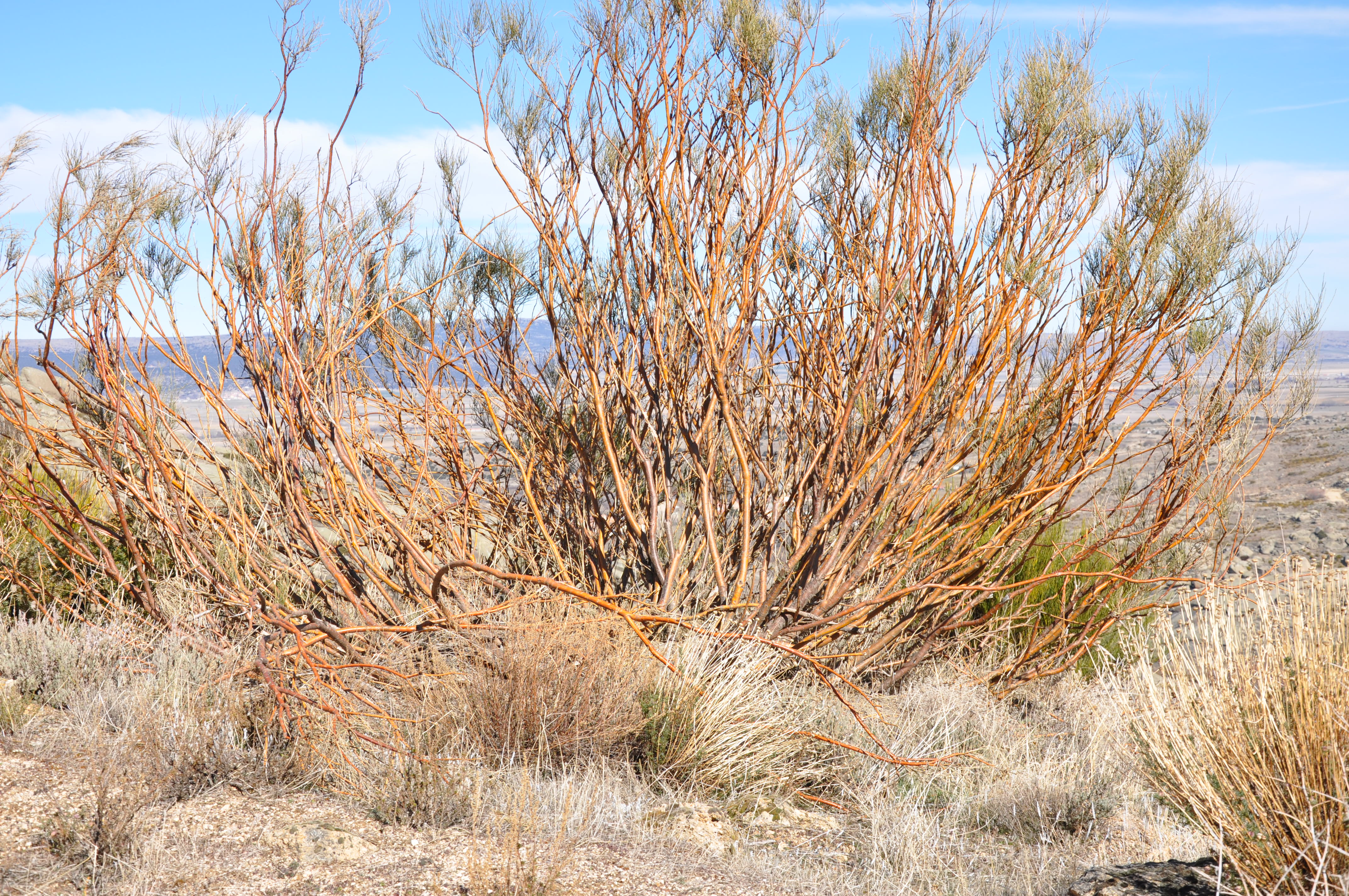